# SEM 93

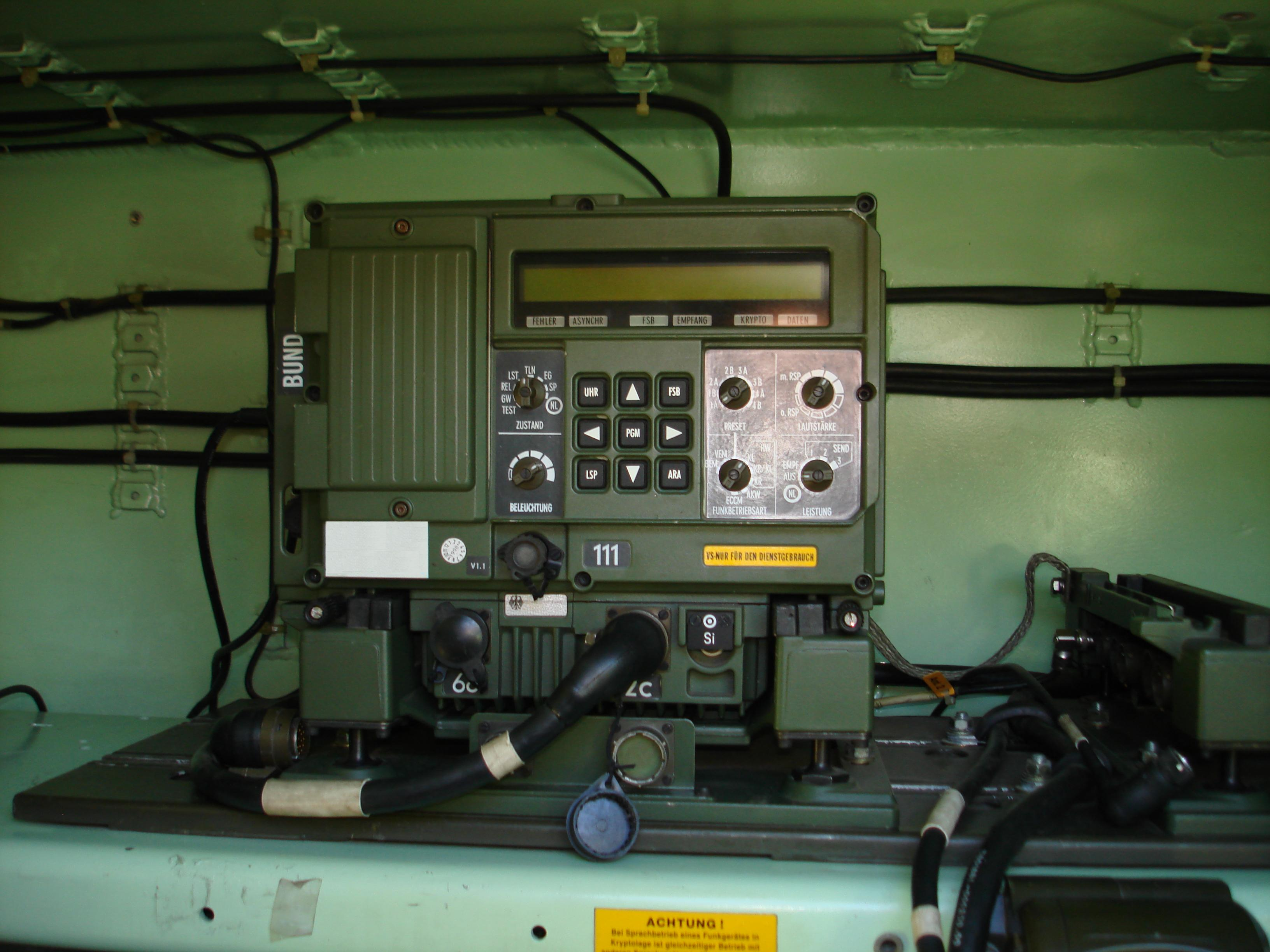
SEM 93 in einem Führungs- und Funkfahrzeug der Bundeswehr

Das SEM 93 ist ein militärisches softwaregesteuertes VHF-Funkgerät der Bundeswehr. Es wurde von der Firma Thales (ehemals SEL/Alcatel) entwickelt und hergestellt. Mit dem SEM 93 ist eine Übertragung von Informationen bis zur Geheimhaltungsstufe NATO Secret möglich.
Das SEM 93 wird in der weiterentwickelten Version SEM 93E seit August 2001 bei der Bundeswehr feldmäßig verwendet. Die weiterentwickelte Version ist leistungsgesteigert; unter anderem ist im Datenfunkbetrieb eine gegenüber dem Grundmodell erhöhte Datenrate schaltbar. Durch den Einsatz von programmierbaren Standardbausteinen (FPGAs) an Stelle von anwenderspezifischen integrierten Schaltungen (ASICs) wurde im Gerät ein Steckplatz frei.

## Aufbau und Anschlüsse
Das für den Fahrzeugeinbau (Versorgungsspannung: 24 Volt) vorgesehene Gerät ist eine kompakte Einheit, die im Inneren aus steckbaren Modulen besteht. Anstelle der Grundplatte setzt Thales einen mechanischen Schwingrahmen ein. Das SEM 93 gibt es auch als SEM 91, welches sich durch die Bauform unterscheidet und ausschließlich in Hubschraubern Verwendung findet.
Die Kombination von zwei SEM 93 erlaubt Relaisbetrieb. Das SEM 93 kann in eine digitale Bordverständigungsanlage mit aktiver Lärmreduzierung eingebunden werden.

## Technische Eigenschaften
Das Gerät arbeitet im Frequenzbereich 30,000–79,975 MHz im 25 kHz-Kanalraster; es hat somit 2.000 Kanäle. Der Sender ist in drei Leistungsstufen schaltbar, nämlich 0,4 W, 4 W und 40 W an einer Impedanz von 50 Ohm.
Das SEM 93/SEM 93E bietet elektronische Schutzmaßnahmen. Neben der klaren (unverschlüsselten) Sprach- und Datenübertragung im Einzelkanalbetrieb (sog. Handwahl-Betrieb) und im herkömmlichen AKW-Betrieb (Automatische Kanalwahl) ist eine verschlüsselte und täuschsichere Übertragung im sog. ECCM-AKW-Betrieb und im Frequenzsprungbetrieb möglich.
Die maximal schaltbare Datenrate beträgt beim SEM 93 9600 Bit/s und beim SEM 93E 14400 Bit/s.
Gegen den nuklearen elektromagnetischen Impuls (NEMP) weist das Gerät Schutzmaßnahmen auf.

## Systemzubehör
Zum SEM 93/SEM 93E gehört das Betriebsvorgaben-Erzeugungs- und Verwaltungsgerät BEV 93, das zum Erzeugen und Verwalten von Kryptovariablen, Frequenzsprungbündeln, AKW-Bündeln und Handwahlfrequenzen dient. Auch können mit Hilfe des BEV 93 Kryptovariablen und Betriebsdaten über Funk übertragen werden. Ebenfalls gehört zum System SEM 93 der Betriebsvorgabenspeicher BSP 93, mit dem Betriebsvorgaben und Kryptovariablen gespeichert und weitergereicht werden können.
Das SEM 93/SEM 93E kann über die kabelgebundene Fernbedienung FB 93 abgesetzt bedient werden (Entfernung max. 15 m).

## Kompatibilität
Das SEM 93/SEM 93E ist zu allen bisher bei der Bundeswehr eingeführten VHF-Truppenfunkgeräten abwärtskompatibel. Im verschlüsselten Handwahl-Funkbetrieb ist es mit US-Truppenfunkgeräten interoperabel. Mit einem Adaptersatz ist das SEM 93 in allen Funkbetriebsarten kompatibel zu PR4G und SINCGARS.
Durch den Aufbau mit modularen Steckbaugruppen ist das SEM 93 servicefreundlich. Es verfügt über eine integrierte Selbstprüfeinrichtung, die neben einer permanenten Funktionsüberwachung auch Funktionsprüfungen in Form eines Einschalttests sowie weiterer Tests bietet.

## Sonstiges
Im Oktober 2002 berichtete Jane’s Defence Industry über einen Vertrag zwischen der Firma Thales und dem Bundesamt für Wehrtechnik und Beschaffung (BWB) über die Herstellung und Lieferung des dritten Loses von SEM 93. Das Volumen dieses Vertrages, der die Lieferung von ungefähr 1000 SEM 93, Ersatzteilen und Ausbildungsanlagen umfasste, bezifferte Jane’s auf 31 Millionen €.
Das SEM 93 wird u. a. eingesetzt im Waffensystem LeFlaSys.